# Ungdomslistan
Ungdomslistan (UNG) var ett lokalt politiskt parti i Hedemora kommun. Partiet bildades 2002 av ungdomar som tyckte att medelåldern i kommunfullmäktige var för hög och att de etablerade partierna inte uppmärksammade ungdomarnas frågor.

## Valresultat
| År   | Röster | %   | Mandat  |
| ---- | ------ | --- | ------- |
| 2002 | 168    | 1,9 | 1 av 41 |